# Elecciones municipales de 2019 en San Martín de la Vega
Las elecciones municipales de 2019 se celebraron en San Martín de la Vega el domingo 26 de mayo, de acuerdo con el Real Decreto de convocatoria de elecciones locales en España dispuesto el 1 de abril de 2019 y publicado en el Boletín Oficial del Estado el día 2 de abril. Se eligieron los 17 concejales del pleno del Ayuntamiento de San Martín de la Vega, a través de un sistema proporcional (método d'Hondt), con listas cerradas y un umbral electoral del 5 %.

## Candidaturas
En abril de 2019 se publicaron 5 candidaturas, el PSOE con el anterior alcalde Rafael Martín Pérez en cabeza, el PP con Ana María Romero Urbanos a la cabeza; Vox con Luis David Marin Echevarría a la cabeza; la confluencia Unidas Podemos con Sí Se Puede con Javier Alejo Benavente a la cabeza y Ciudadanos con Ramón Pareja Camacho a la cabeza.

## Resultados
Tras las elecciones, el PSOE volvió a conseguir la mayoría absoluta al conseguir 12 escaños, tres más que en la anterior legislatura, el PP consiguió 2 escaños, 3 menos que en la anterior legislatura; Ciudadanos, Vox y Unidas Podemos irrumpieron por primera vez en el consistorio con un escaño cada uno.
| Candidatura     | Candidatura                              | Votos  | %                                       | Escaños                                 |
| --------------- | ---------------------------------------- | ------ | --------------------------------------- | --------------------------------------- |
|                 | Partido Socialista Obrero Español (PSOE) | 5003   | 63,47                                   | 12                                      |
|                 | Partido Popular (PP)                     | 1149   | 14,58                                   | 2                                       |
|                 | Vox                                      | 684    | 8,68                                    | 1                                       |
|                 | Unidas Podemos-Si Se Puede (UP-SSP)      | 576    | 7,31                                    | 1                                       |
|                 | Ciudadanos-Partido de la Ciudadanía (Cs) | 399    | 5,06                                    | 1                                       |
| Votos en blanco | Votos en blanco                          | 71     | 0,9                                     | n/a                                     |
| Votos válidos   | Votos válidos                            | 7.811  | 100,00                                  | 17                                      |
| Votos nulos     | Votos nulos                              | 51     | Participación: · \| \| 64,66 % \| 0,77% | Participación: · \| \| 64,66 % \| 0,77% |
| Votantes        | Votantes                                 | 7.933  | Participación: · \| \| 64,66 % \| 0,77% | Participación: · \| \| 64,66 % \| 0,77% |
| Electores       | Electores                                | 12.268 | Participación: · \| \| 64,66 % \| 0,77% | Participación: · \| \| 64,66 % \| 0,77% |
|                 | 64,66 %                                  |        |                                         |                                         |

## Concejales electos
| N.º | Nombre                        | Lista | Lista  |
| --- | ----------------------------- | ----- | ------ |
| 1   | Rafael Martínez Pérez         |       | PSOE   |
| 2   | Sergio Neira Nieto            |       | PSOE   |
| 3   | Sonia Azuara Sereno           |       | PSOE   |
| 4   | Javier Pizarro Vinagre        |       | PSOE   |
| 5   | Ana María Romero Urbanos      |       | PP     |
| 6   | María José Martínez Martínez  |       | PSOE   |
| 7   | Miguel Ángel Martínez Delgado |       | PSOE   |
| 8   | María Isabel Gijón Sánchez    |       | PSOE   |
| 9   | Luis David Marín Echevarría   |       | Vox    |
| 10  | Santiago Santamaría Pérez     |       | PSOE   |
| 11  | Javier Alejo Benavente        |       | UP-SSP |
| 12  | Marcos Ocaña Díaz             |       | PP     |
| 13  | Álvaro Pleguezuelo Castro     |       | PSOE   |
| 14  | Paula de Llanos Bustos        |       | PSOE   |
| 15  | Jonatan Orozco Moreno         |       | PSOE   |
| 16  | Vanesa Mena Núñez             |       | PSOE   |
| 17  | Ramón Pareja Camacho          |       | Cs     |